# Bern (Kansas)
Pour les articles homonymes, voir Berne (homonymie).
Bern est un village situé dans le comté de Nemaha de l'État du Kansas, aux États-Unis. D'après le recensement de 2000, la ville comptait 204 habitants.

## Géographie
Bern est située à 39° 57′ 46″ N, 95° 58′ 15″ O
D'après le bureau de recensement des États-Unis, la ville s'étend sur 0,7 km2.

## Démographie
D'après le recensement de 2000, 204 habitants, 86 foyers, et 55 familles habitent la ville. La densité de population est 291,7 hab./km². La ville contient une écrasante majorité blanche (99,51 %), le reste de la population étant métis.